# Phare de Moose Peak
Le phare de Moose Peak (en anglais : Moose Peak Light) est un phare actif situé l'île Mistake, dans le comté de Washington (État du Maine).

## Histoire
La première station de signalisation maritime a été créée en 1827. La structure actuelle a été construite en 1851 et c'est l'une des premières tours de maçonnerie. La hauteur de la tour a été relevée en 1886 en ajoutant une salle de surveillance sous la lanterne. Le bâtiment du signal de brouillard date de 1912.
Le phare a été automatisé en 1972 et la maison du gardien a été démolie en 1982 lors d'un exercice de démolition militaire.
La lentille de Fresnel de second ordre de 1856 a été restaurée par des volontaires du Chesapeake Chapter United States Lighthouse Society. Elle devait être exposée au Maine Maritime Museum à Bath.
Le phare a été rénové et converti à l'énergie solaire en 1999. Il a été vendu aux enchères en janvier 2013 à un propriétaire privé du Connecticut.
L'île est une réserve naturelle de la Great Wass Island Reserve . Accessible uniquement par bateau, le phare ne se visite pas.

## Description
Le phare  est une tour cylindrique en brique, avec une galerie et une lanterne de 17,5 m. La tour est non peinte en blanc et la lanterne est noire. Il émet, à une hauteur focale de 22 m, un éclat blanc de 3 secondes par période de 30 secondes. Sa portée est de 20 milles nautiques (environ 37 km).
Il est équipé d'une corne de brume émettant deux blasts par période de 30 secondes logée dans un bâtiment en brique.

## Caractéristiques dufeu maritime
Fréquence : 30 secondes (W)
- Lumière : 3 secondes
- Obscurité : 27 secondes

Identifiant : ARLHS : USA-513 ; USCG : 1-1390 - Amirauté : J0028 .

### Lien connexe
- Liste des phares du Maine